# 우형찬
우형찬(禹炯贊, 1968년 2월 25일~)은 대한민국의 서울특별시의회 의원이다.

## 학력
- 서울양동초등학교 7회 졸업
- 서울신월중 1회 졸업
- 서울영일고 10회 졸업
- 한국외국어대학교 프랑스어과 학사(1994년 2월 - 87학번)

## 경력
- 양천지하철시대 대표
- 1994년 1월 ~ 2000년 7월 : 극동방송 제작국 PD
- 2000년 8월 ~ 2009년 11월 : 경기방송 제작국 PD
- 서울특별시의회 서울의회 및 영상홍보물 편집위원회 위원장
- 2014년 7월 1일 ~ 2018년 6월 30일 : 제9대 서울특별시의회 의원
  - 제9대 서울특별시의회 교통위원회 위원
  - 제9대 서울특별시의회 윤리특별위원회 위원
  - 제9대 서울특별시의회 항공기소음 특별위원장
  - 제9대 서울특별시의회 서부지역 광역철도 건설 특별위원회 부위원장
  - 제9대 서울특별시의회 서울시설관리공단 이사장후보자 인사청문 특별위원회 위원
  - 제9대 서울특별시의회 서울메트로 사장후보자 인사청문 특별위원회 위원
  - 제9대 서울특별시의회 예산결산특별위원회 위원
  - 제9대 서울특별시의회 서울도시철도공사 사장 후보자 인사청문 특별위원회  위원장
  - 제9대 서울특별시의회 서울교통공사 사장 후보자 인사청문 특별위원회 위원
  - 제9대 서울특별시의회 면목선 등 도시철도 건설사업 조속 추진 지원을 위한 특별위원회 위원
  - 제9대 서울특별시의회 서울주택도시공사 사장 후보자 인사청문특별위원회 위원
  - 제9대 서울특별시의회 운영위원회 위원
- 2018년 7월 1일 ~ 2022년 6월 30일 : 제10대 서울특별시의회 의원
  - 제10대 서울특별시의회 교통위원회 위원
  - 제10대 서울특별시의회 예산결산특별위원회 부위원장
  - 제10대 서울특별시의회 서부지역 광역철도 건설 특별위원회 위원
  - 제10대 서울특별시의회 항공기소음특별위원회 위원장
  - 제10대 서울특별시의회 서울시설공단 이사장후보자 인사청문 특별위원회 위원
  - 제10대 서울특별시의회 서울교통공사 사장 후보자 인사청문 특별위원회 위원
  - 제10대 서울특별시의회 후반기 교통위원회 위원장
  - 제10대 서울특별시의회 항공기소음특별위원회 위원
  - 제10대 서울특별시의회 서부권역 교통환경 개선 특별위원회 위원
- 2022년 7월 1일 ~ : 제11대 서울특별시의회 의원
  - 제11대 서울특별시의회 부의장
  - 제11대 서울특별시의회 교육위원회 위원

## 수상
- 2015년 제2회 우수의정대상 시상식 우수의정대상

## 도서
- 2014년 양천에서 미래를 보다
- 2017년 12월 15일 우형찬입니다

## 역대 선거 결과
|  | 54.92% |

|  | 60.97% |

|  | 50.48% |